# Michael Elliott (Chemiker)
Michael Elliott (* 30. September 1924 in London; † 17. Oktober 2007) war ein britischer Chemiker, bekannt für die Entwicklung synthetischer Pyrethroide zur Insektenbekämpfung.
Elliott besuchte die Schule in Tunbridge Wells und studierte an der University of Southampton und am King’s College London. In seiner Dissertation befasst er sich mit der Synthese natürlicher Pyrethrine. Ab 1948 war er Wissenschaftler an der Rothamsted Experimental Station, wo er an der Entwicklung synthetischer Pyrethroide arbeitete. Die langjährigen Entwicklungen, die von der National Research Development Corporation unterstützt wurden, waren 1967 mit der Entwicklung von Resmethrin und Bioresmethrin und 1974 von Permethrin, Cypermethrin und Deltamethrin von Erfolg gekrönt und brachten dem Labor 1976 und 1980 jeweils einen The Queen’s Award for Technological Achievement. Bis in die Mitte der 1980er Jahre nahmen synthetische Pyrethroide 20 % des weltweiten Insektizidmarkts ein, wobei von Elliotts Gruppe entwickelte Pyrethroide einen Anteil von zwei Dritteln hatten.
Er wurde stellvertretender Direktor in Rothamsted und ging 1984 in den Ruhestand.
1979 wurde er Fellow der Royal Society und 1982 CBE. Er erhielt den Mullard Award der Royal Society und 1989 den Wolf-Preis für Agrarwissenschaften. 1996 wurde er Mitglied der National Academy of Sciences.
1969 und 1974 forschte er in Sabbatjahren an der University of California, Berkeley.
Er war verheiratet und hatte zwei Töchter.